# Datorspelsåret 1991

## Händelser

### Augusti
- Augusti - Efter att sedan starten 1990 ha utgivits i Sverige, Finland och Norge, börjar Nintendomagasinet också ges ut i Danmark.[1]

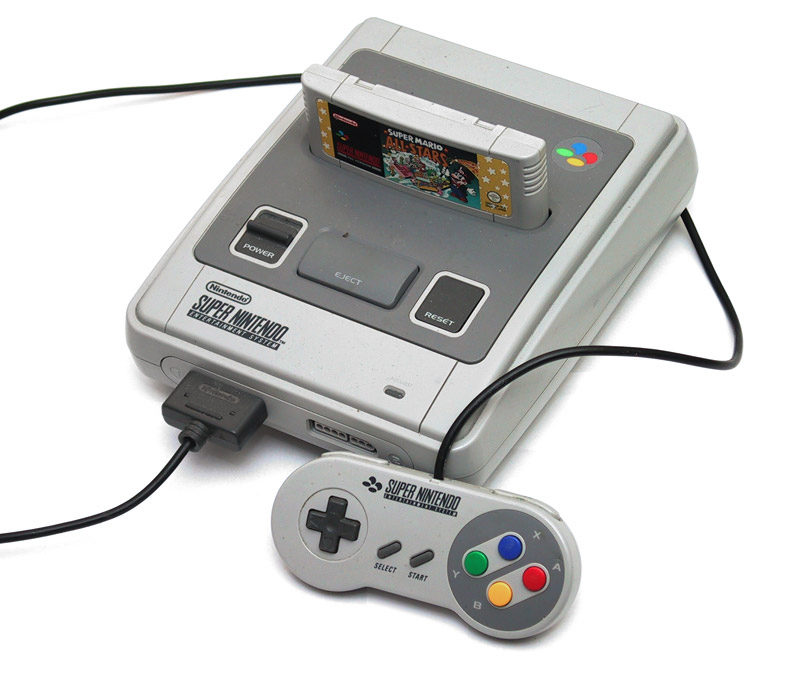
SNES gör debut i nordamerikanska hem.

- 13 - Hemvideospelskonsolen SNES lanseras i de Nordamerika.

### Oktober
- Oktober - Nintendomagasinets redaktion ger sig ut på en resa till Hongkong för att skaffa tryckare och gå på elektronikmässa, samt till Tokyo för att träffa prepresentanter för Tokuma Shoten, som gör Nintendo Power, och Tecmo, vilken publiceras i nummer 3 1992 av Nintendomagasinet.[2]

### December

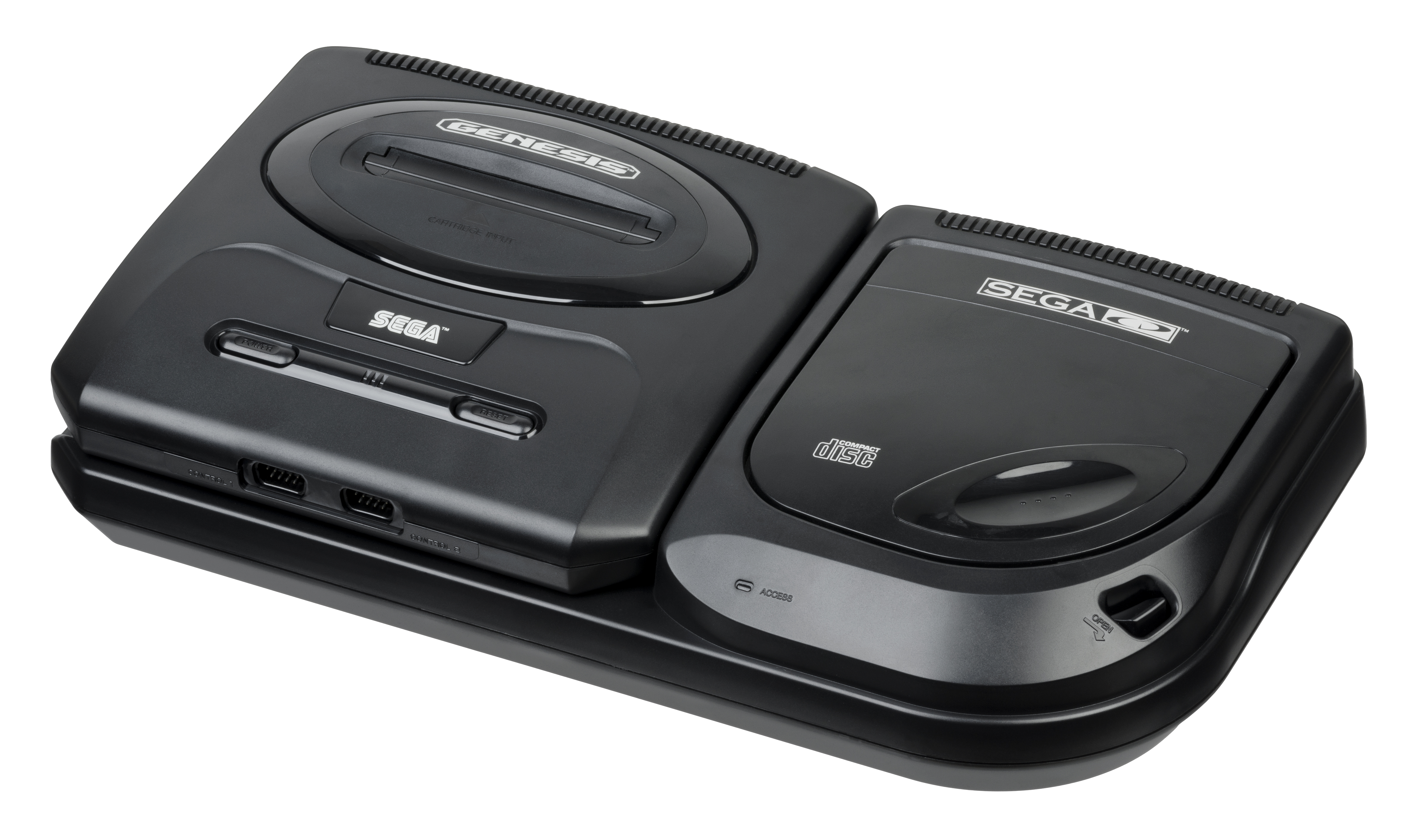
Mega CD och Sega Mega Drive.

- 1 - Sega lanserar hemvideospelskonsolen "Mega CD" i Japan.

### Okänt datum
- Två högskolestudenter i Sverige som läser kommunikationsvetenskap presenterar skriften "Om datorspel".[3]
- Sega Game Gear lanseras i Europa

## Spel släppta år1991

### Arkadspel
- Teenage Mutant Ninja Turtles: Turtles in Time

### Game Boy
- Kid Icarus: Of Myths and Monsters
- Metroid II: Return of Samus
- Teenage Mutant Ninja Turtles II: Back from the Sewers

### NES
- 29 augusti: Nintendo lanserar spelet Super Mario Bros. 3 i Europa.
- Teenage Mutant Ninja Turtles III: The Manhattan Project

### MS-DOS
- Duke Nukem
- Martian Memorandum
- Sid Meier's Civilization
- Teenage Mutant Ninja Turtles: The Manhattan Missions
- Wing Commander II: Vengance of the Kilrathi
- ZZT

### Sega Mega Drive
- 23 juni: Sonic the Hedhehog
- NHL Hockey
- Shining in the Darkness

### Super NES
- 21 november: Spelet The Legend of Zelda: A Link to the Past lanseras till Super NES i Japan på ettårsdagen av lanseringen av Super NES i Japan den 21 november 1990.
- Final Fantasy IV
- Super Castlevania IV
- Super Ghouls 'n Ghosts
- Super R-Type

## Födda
- 11 oktober – Toby Fox, amerikansk spelutvecklare.

### Fotnoter
1. ↑  ”Bäste läsare” (på svenska). Nintendomagasinet (Kungsbacka: Atlantic) (11-12 1991):  sid. 4. november-december 1991. Läst 26 april 2014.
2. ↑  Nintendomagasinet, nummer 3 1992, sidan 33
3. ↑  ”Från videovåld via WWW till World of Warcraft”. Medieradet.se. Arkiverad från originalet den 21 februari 2014. https://web.archive.org/web/20140221152507/http://www.statensmedierad.se/upload/_pdf/Medieradsrapport.pdf. Läst 13 juli 2011.